# 얼굴없는 여자
얼굴없는 여자(La Mujer Sin Cabeza, The Headless Woman)는 스페인에서 제작된 루크레시아 마르텔 감독의 2008년 드라마, 미스터리, 스릴러 영화이다. 마리아 오네토 등이 주연으로 출연하였고 어구스틴 알모도바르 등이 제작에 참여하였다.

## 출연

### 주연
- 마리아 오네토
- 클로디아 캔테로

### 조연
- 세자르 보든
- 다니엘 게노드
- 길예르모 아렌고
- 이네스 에프론